# المرس (آيت تاهلا)
المرس هو دُوَّار يقع بجماعة أكرض، إقليم الصويرة، جهة مراكش آسفي في المملكة المغربية. ينتمي الدوّار لمشيخة آيت تاهلا التي تضم 8 دواوير. يقدر عدد سكانه بـ 1004 نسمة حسب الإحصاء الرسمي للسكان والسكنى لسنة 2004.

## روابط خارجية
- البوابة الوطنية للجماعات الترابية
- المندوبية السامية للتخطيط